# Wilhelmsthal

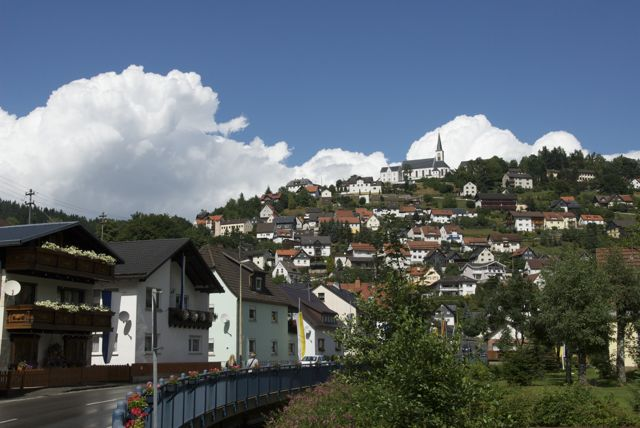
Wilhelmsthal

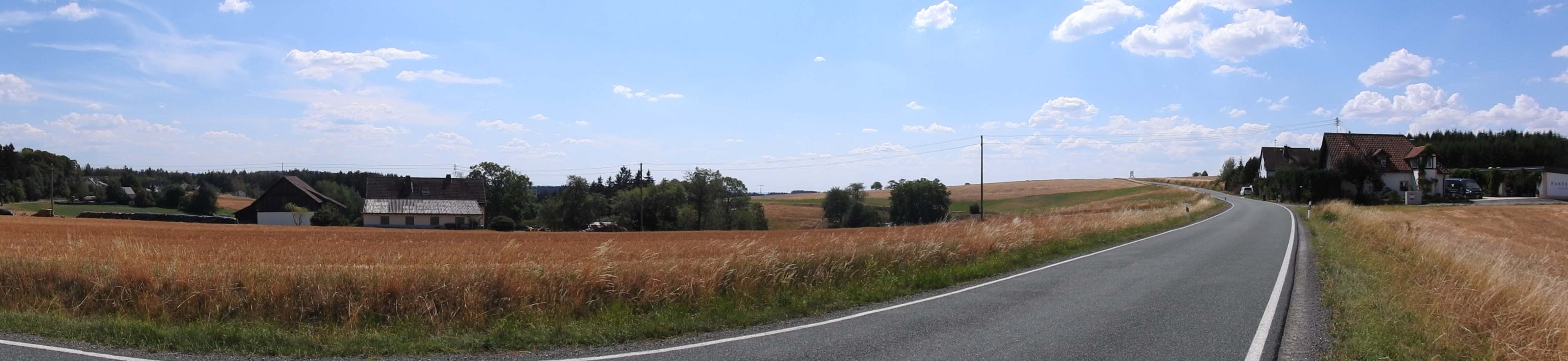
Schäferei und Eibenberg von Osten

Wilhelmsthal ist eine Gemeinde im oberfränkischen Landkreis Kronach in Bayern. Namensgebender Hauptort ist der Gemeindeteil Wilhelmsthal. Der Sitz der Gemeindeverwaltung ist Steinberg.

## Geografie

### Geografische Lage
Die Gemeinde liegt im Naturpark Frankenwald. Durch das Gemeindegebiet fließen die Grümpel und die Kremnitz. Diese Bäche  vereinigen sich in der Nähe der Fehnenschneidmühle, gut einen Kilometer südlich von Wilhelmsthal, zum Fluss Kronach.

### Gemeindegliederung
Es gibt 38 Gemeindeteile (in Klammern steht der Siedlungstyp):
- Bärengrund (Einöde)
- Bug (Einöde)
- Effelter (Kirchdorf)
- Effeltermühle (Jugendherberge)
- Eibenberg (Dorf)
- Eichelberg (Einöde)
- Eichenbühl (Dorf)
- Eichenleithen (Dorf)
- Fehnenschneidmühle (Einöde)
- Felsmühle (Einöde)
- Geschwend (Weiler)
- Gifting (Kirchdorf)
- Gries (Weiler)
- Grümpel (Dorf, ehemals zu Hesselbach)
- Grümpel (Dorf, ehemals zu Steinberg)
- Hesselbach (Dorf)
- Hühnerleithe (Einöde)
- Kämmerlein (Dorf)
- Kotschersgrund (Weiler)
- Lahm (Pfarrdorf)
- Ludwigsland (Weiler)
- Neuenbach (Dorf)
- Obergrümpelmühle (Einöde)
- Redwitzerhöh (Einöde)
- Remschlitz (Dorf)
- Roßlach (Dorf)
- Roßlach (Weiler)
- Sattelmühle (Einöde)
- Schäferei (Dorf)
- Schafhut (Einöde)
- Steinberg (Pfarrdorf)
- Steingraben (Einöde)
- Tiefenbach (Dorf)
- Trebes (Weiler)
- Trebesberg (Weiler)
- Untergrümpelmühle (Einöde)
- Wilhelmsthal (Pfarrdorf)
- Winterleithen (Weiler)

Daneben gibt es noch die Einöden Glasbach und Steinhausmühle, die keine amtlich benannten Gemeindeteile sind, sowie die Wüstungen Finkenflug, Grundschneidmühle, Höpfermühle, Kremnitzschneidmühle, Kugelmühle, Sattel und Schwammenmühle.

## Geschichte
Ursprünglich stand eine mittelalterliche Burg auf einem Hügelsporn an der Oberkante des Hangs über dem Grümpeltal. Wilhelm Gottfried von Marschall gründete 1730 Wilhelmsthal, das seinen Namen trägt, als er wegen zunehmender Verschuldung Ländereien am Südhang des Eichsberges an alle, die sich darum bemühten, veräußerte. 1744 wurde der Ort nach Lahm eingepfarrt. 1789 wurde der Ort erstmals namentlich erwähnt.
Es entstand eine markante Hangbebauung, ausgehend vom Talzug des Grümpelbachs bis kurz unter den früheren Burgstandort. An der früheren Hangoberkante wurden später die Kirche, das alte Schulhaus und ein Kirchengemeindezentrum errichtet. Gegen Ende des 18. Jahrhunderts bestand Wilhelmsthal aus 39 Anwesen (31 Tropfhäuser, 8 halbe Tropfhäuser). Das Hochgericht übte das bambergische Centamt Kronach aus. Die Dorf- und Gemeindeherrschaft sowie die Grundherrschaft über alle Anwesen übte das Rittergut Hesselbach aus.:S. 519
Mit dem ersten Gemeindeedikt wurde Wilhelmsthal dem 1808 gebildeten Steuerdistrikt Lahm zugewiesen. 1818 entstand die Ruralgemeinde Wilhelmsthal. Sie war in Verwaltung und Gerichtsbarkeit dem Landgericht Kronach zugeordnet und in der Finanzverwaltung dem Rentamt Kronach (1919 in Finanzamt Kronach umbenannt). In der freiwilligen Gerichtsbarkeit unterstand der Ort bis 1843 dem Patrimonialgericht Hesselbach. Ab 1862 gehörte Wilhelmsthal zum Bezirksamt Kronach (1939 in Landkreis Kronach umbenannt). Die Gerichtsbarkeit blieb beim Landgericht Kronach (1879 in Amtsgericht Kronach umbenannt).:S. 607 Die Gemeinde hatte 1885 eine Fläche von 0,388 km², die bis 1925 auf 0,625 km² gewachsen war und sich 1962 durch die Eingemeindung von Neuenbach auf 0,712 km² vergrößerte.
Im Ersten Weltkrieg starben 32 Männer aus Wilhelmsthal. Im Zweiten Weltkrieg waren 102 Soldaten gefallen oder wurden vermisst.

### Eingemeindungen
Anfang 1978 bestand die Gemeinde aus dem Pfarrdorf Wilhelmsthal und dem 1962 eingegliederten Dorf Neuenbach, das zuvor zu Hesselbach gehört hatte. Am 1. Mai 1978 wurden im Zuge der Gebietsreform in Bayern die Gemeinden Effelter, Hesselbach, Lahm und Steinberg sowie das Dorf Schäferei der aufgelösten Gemeinde Neufang eingegliedert. Steinberg wurde Sitz der neuen Gemeindeverwaltung. In die aufgelöste Gemeinde Steinberg waren zuvor Eibenberg am 1. Januar 1975, Eichelberg am 1. Januar 1976, Gifting am 1. Januar 1977 und Roßlach am 1. Januar 1978 eingemeindet worden.

### Einwohnerentwicklung
Gemeinde Wilhelmsthal (= Ort Wilhelmsthal bis zur Gebietsreform)
| Jahr | Einwohner | Häuser | Quelle  |
| ---- | --------- | ------ | ------- |
| 1818 | 395       | 69     | :S. 607 |
| 1840 | 547       |        | [ 14 ]  |
| 1852 | 584       |        | [ 14 ]  |
| 1855 | 607       |        | [ 14 ]  |
| 1861 | 618       |        | [ 15 ]  |
| 1867 | 723       |        | [ 16 ]  |
| 1871 | 767       | 92     | [ 17 ]  |
| 1875 | 762       |        | [ 18 ]  |
| 1880 | 728       |        | [ 19 ]  |
| 1885 | 732       | 101    | [ 8 ]   |
| 1890 | 746       | 105    | [ 20 ]  |
| 1895 | 702       |        | [ 14 ]  |
| 1900 | 706       | 110    | [ 21 ]  |
| 1905 | 777       |        | [ 14 ]  |
| 1910 | 892       |        | [ 22 ]  |

| Jahr | Einwohner | Häuser | Quelle |
| ---- | --------- | ------ | ------ |
| 1919 | 869       |        | [ 14 ] |
| 1925 | 854       | 140    | [ 9 ]  |
| 1933 | 1011      |        | [ 14 ] |
| 1939 | 1053      |        | [ 14 ] |
| 1946 | 1093      |        | [ 14 ] |
| 1950 | 1191      | 178    | [ 23 ] |
| 1952 | 1194      |        | [ 14 ] |
| 1961 | 1316      | 234    | [ 10 ] |
| 1970 | 1278      |        | [ 24 ] |
| 1987 | 4369      | 1104   | [ 25 ] |
| 2008 | 4036      |        | [ 26 ] |
| 2015 | 3741      | 1222   | [ 26 ] |
| 2019 | 3620      | 1230   | [ 27 ] |

Ort Wilhelmsthal
| Jahr      | 001961 | 001970 | 001987 |
| Einwohner | 1234   | 1198   | 1243   |
| Häuser    | 220    |        | 333    |
| Quelle    | [ 10 ] | [ 24 ] | [ 25 ] |

## Politik

### Gemeinderat
Wilhelmsthal hat 16 Gemeinderatssitze, dazu kommt ein weiterer für den Ersten Bürgermeister. Bei den Kommunalwahlen seit 2014 ergaben sich folgende Sitzverteilungen bzw. Stimmanteile:
| Partei/Liste       | 2014  | 2020  | 2020  |
| Partei/Liste       | Sitze | %     | Sitze |
| ------------------ | ----- | ----- | ----- |
| CSU                | 8     | 43,72 | 7     |
| SPD/Freie Bürger 1 | 5     | 37,41 | 6     |
| UWG                | 3     | 18,86 | 3     |

### Bürgermeister
Erste Bürgermeisterin ist seit 2014 Susanne Grebner (SPD). Vorgänger waren von 2008 bis 2014 Wolfgang Förtsch (CSU) und von 1990 bis 2008 Franz Hader (FW).

### Wappen und Flagge
Wappen
| Wappen der Gemeinde Wilhelmsthal | Blasonierung: „Geteilt von Blau und Silber; oben ein schreitender goldener Löwe, unten nebeneinander zwei rote Schafscheren.“ |
| Wappen der Gemeinde Wilhelmsthal | Wappenbegründung: Die Gemeinde Wilhelmsthal besteht seit 1978 aus den ehemals selbstständigen Gemeinden Effelter, Eibenberg, Giftling, Hesselbach, Lahm, Roßlach, Steinberg und Wilhelmsthal. Die beiden Schafscheren sind aus dem Wappen der Herren von Marschall entnommen. Wilhelm Gottfried von Marschall gründete 1730 Wilhelmsthal. Der Löwe ist das Wappentier der Grafen von Andechs-Meranien, die im 13. Jahrhundert im Besitz von Steinberg waren. Die Farben Gold und Blau weisen auf das Kloster Langheim hin, das bis 1388 im Besitz der Orte Effelter und Gifting war. Die Farben Silber und Rot sind die Farben Frankens. Dem Markt Pressig wurde durch Schreiben der Regierung von Oberfranken vom 22. November 1979 die Genehmigung zur Führung dieses Wappen erteilt. |

Flagge
Die Gemeindeflagge ist rot-gelb-blau.

### Partnerschaften
- Österreich: Wilhelmsthal pflegt eine Partnerschaft mit Heiligenkreuz im Burgenland.

## Baudenkmäler

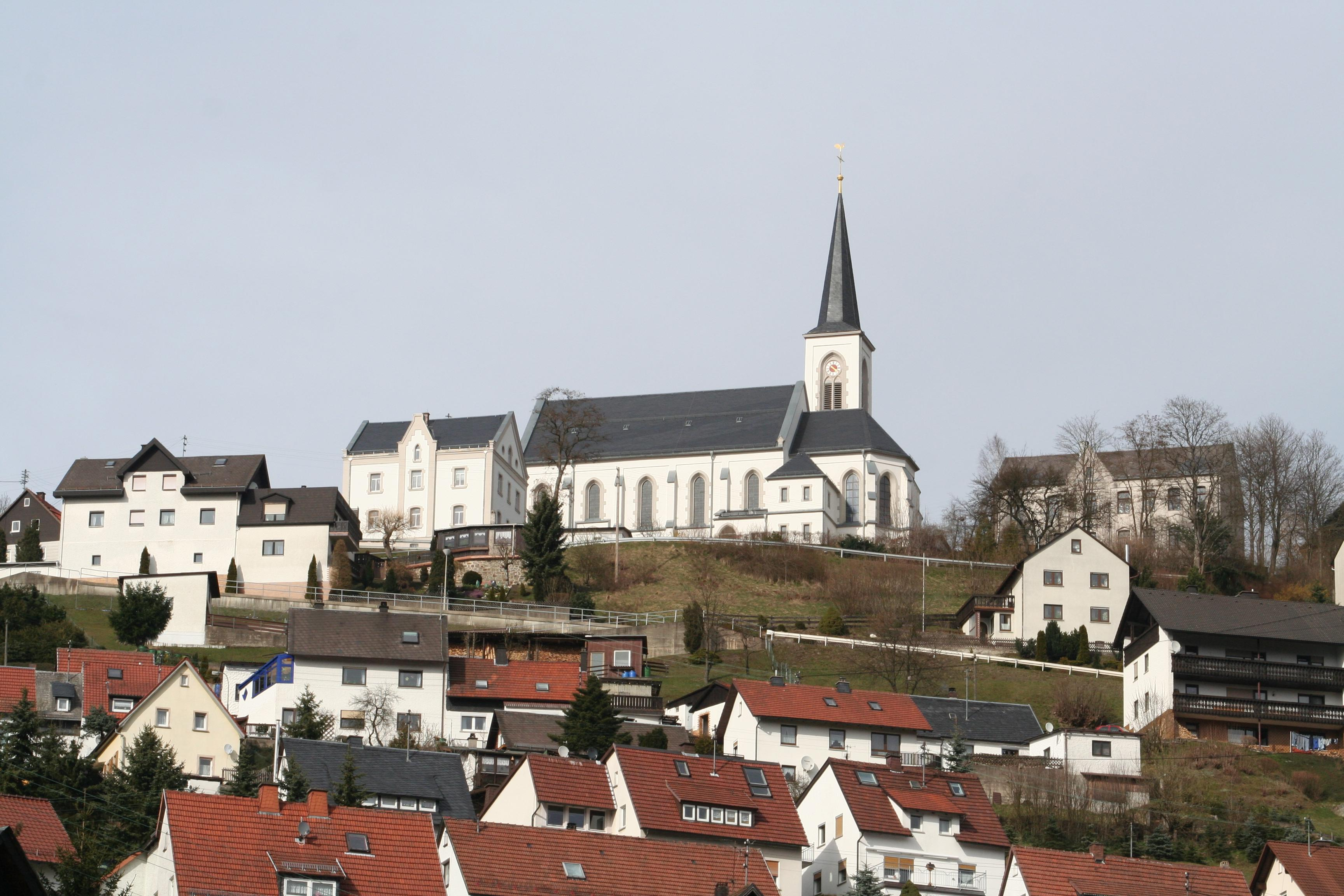
Katholische Pfarrkirche St. Josef am Südhang des Eichsberg

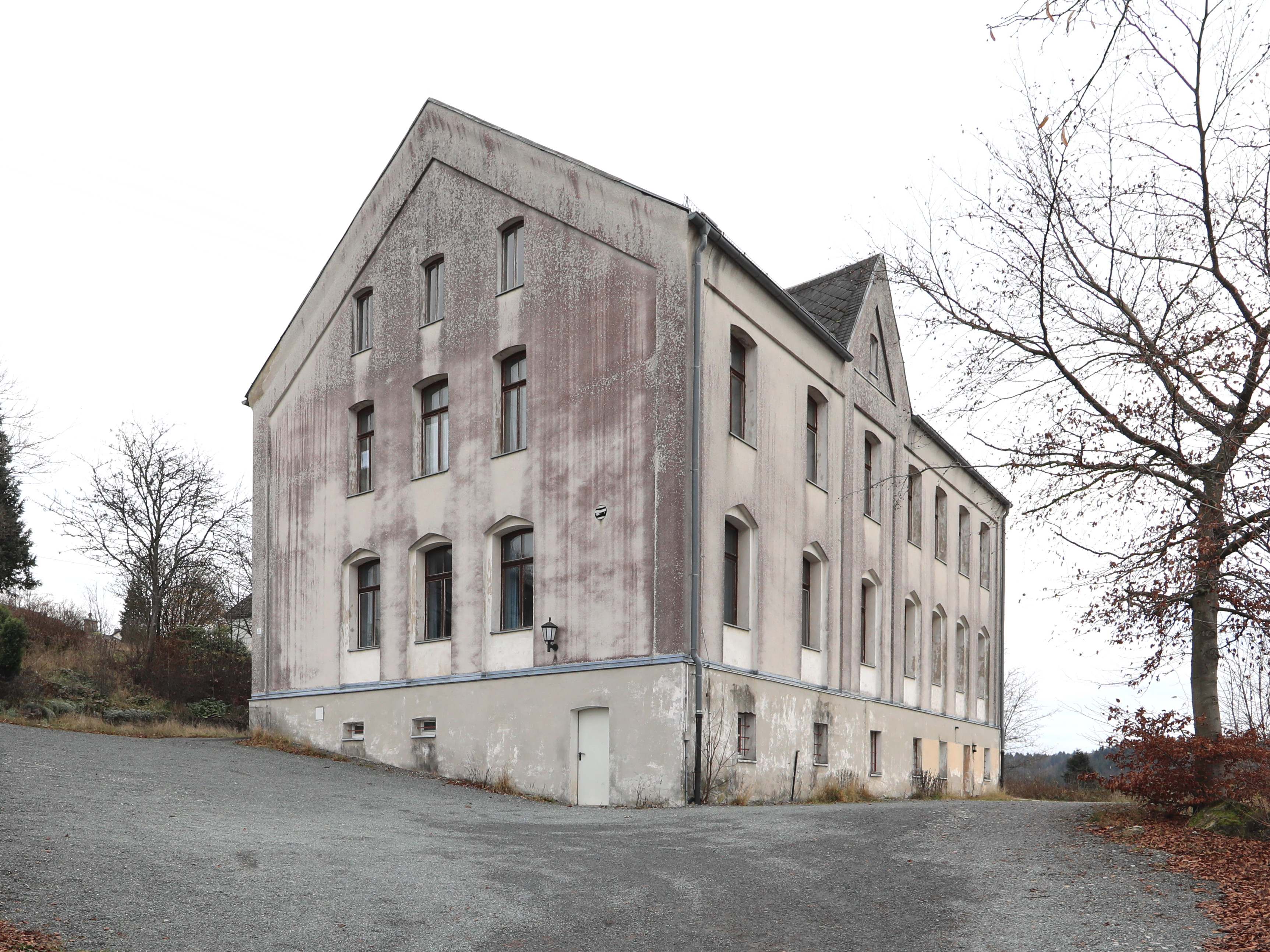
Ehemaliges Schwesternwohnheim

Die katholische Pfarrkirche St. Josef wurde 1904/1905 im neugotischen Stil errichtet und am 19. September 1905 durch den Bamberger Erzbischof Friedrich Philipp von Abert geweiht. Mit der Kirche wurde ein Pfarrhaus und ein Schwesternhaus am Eichsberg gebaut. Am 1. Juli 1937 folgte die Erhebung zur selbstständigen Pfarrei. Von 1999 bis 2003 wurde die Kirche generalsaniert und ihre Ausstattung neu gestaltet. Das Gotteshaus ist ein Saalbau, der von einem Satteldach überspannt wird, mit einem Chorseitenturm und einem Sakristeianbau. Die Kirche hat einen gewölbten Chor, der wie das Langhaus umlaufend mit Streben besetzt ist. Eine neue Orgel mit 20 Registern auf zwei Manualen und Pedal stellte 2004 Metzler Orgelbau aus Dietikon auf.
Das ehemalige Schwesternwohnheim, ein zweigeschossiger Satteldachbau mit Lisenengliederung, entstand neben der Kirche und wurde am 1. Oktober 1906 eingeweiht. Es zogen fünf Schwestern der Dillinger Franziskanerinnen ein. In dem Gebäude waren ein Kleinkindergarten, Klassen der Volksschule und eine ambulante Krankenpflegestation untergebracht. Am 1. August 1951 beendeten die Franziskanerinnen ihre Tätigkeiten. Mit einem Schulhausneubau im Jahr 1958 endete die schulische Nutzung. In der Folge wurde das Gebäude teilweise vermietet und bis 1995 als Kindergarten genutzt.
In der Liste der Baudenkmäler im Ortsteil Wilhelmsthal sind fünf Baudenkmäler aufgeführt.

## Verkehr
Für die verkehrliche Erschließung von besonderer Bedeutung ist die Staatsstraße 2200, welche die Verbindung sowohl in Richtung Süden nach Steinberg (3 km) und darüber hinaus nach Kronach (10 km) aber auch in Richtung Norden nach Hesselbach (1,6 km) sowie Effelter (6 km) und weiterführend nach Tschirn (11 km) sicherstellt. Gemeindeverbindungsstraßen führen nach Hesselbach und nach Steinhausmühle (2 km östlich).

## Bildungseinrichtungen
Eine Schule gab es 1885. Nach der Eröffnung des Schwesternhauses 1906 wurden die Schulklassen in Wilhelmsthal auf die alte Schule und das Schwesternhaus verteilt. Im Oktober 1958 weihte die Gemeinde ein neues Schulhaus für alle Klassen an der Festungsstraße ein. Nach Gründung des Schulverbandes Kronachtal im Jahr 1971 wurden auch Schüler der benachbarten Gemeinden in Wilhelmsthal unterrichtet. Gemäß einem Bürgerentscheid im Jahr 2010 ließ die Gemeinde einen Schulneubau an der Hesselbacher Straße für die Grundschule Wilhelmsthal errichten. Dieser wurde 2013 eingeweiht und in der Folge das Schulhaus von 1958 abgerissen. Die Grundschule hat sechs Klassen und 109 Schüler. (Stand:2021)
Die katholische Kindertagesstätte St. Josef hat im Kindergarten 50 Plätze und in der Kinderkrippe 12 Plätze.